# Kirche Schmuggerow

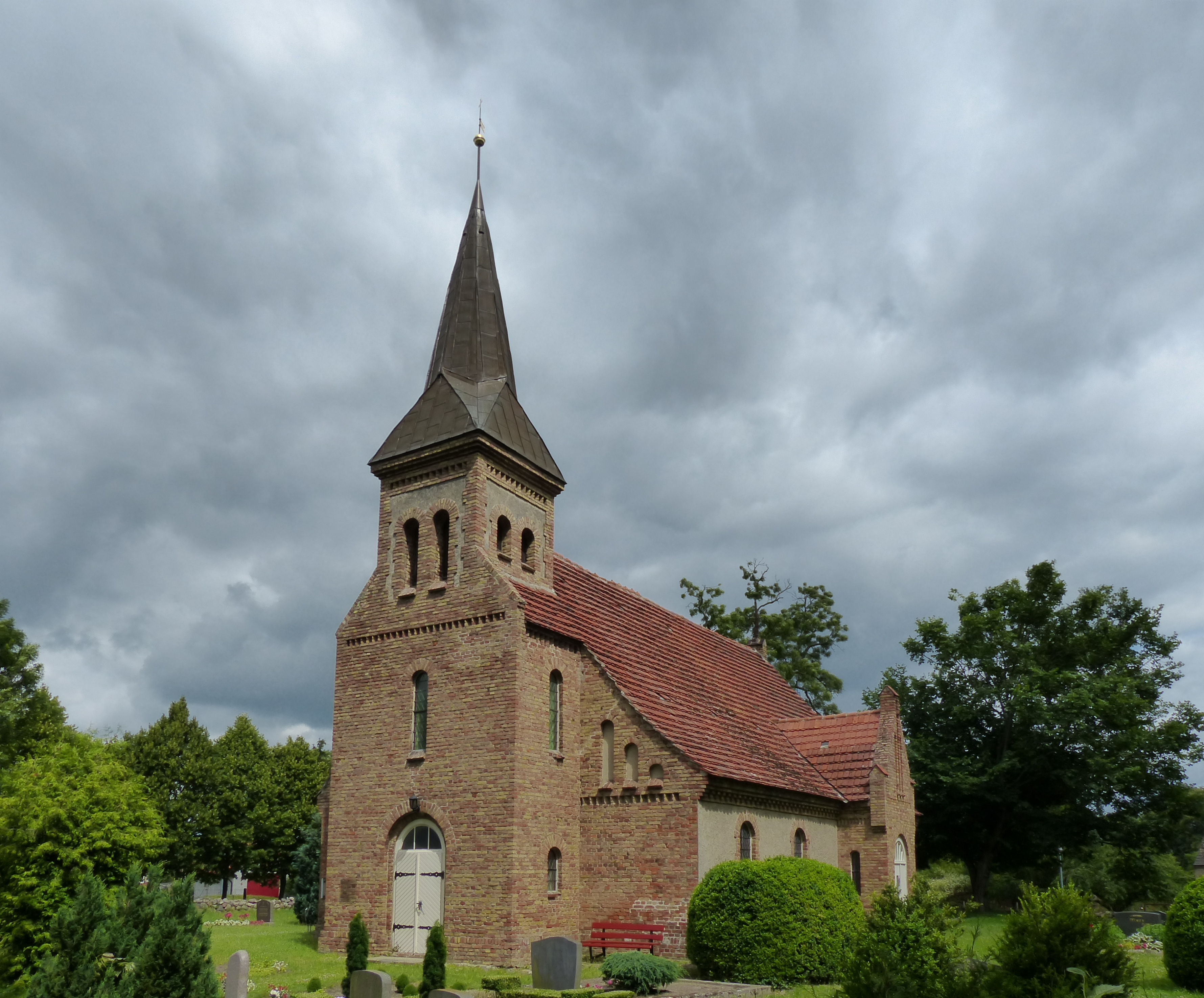
Kirche Schmuggerow

Die Kirche Schmuggerow ist ein aus dem 19. Jahrhundert stammendes Kirchengebäude im Ortsteil Schmuggerow der Gemeinde Ducherow in Vorpommern.
Der rechteckige, ziegelgedeckte Backsteinsaal in neuromanischen Formen mit einem querrechteckigen Westturm und südlicher Portalvorhalle wurde 1889 eingeweiht. Nord-, Süd- und Ostwand sind über dem Sockel verputzt. Am Ostgiebel befinden sich über doppeltem Zahnfries schmale Putzblenden und ein großes ausgespartes Kreuz an der Spitze. 1992 wurde der achtseitige Spitzhelm des Turms mit Kupferdeckung erneuert. Aus dem Jahr 1993 stammt die Bleiverglasung der Fenster.
Der Innenraum weist eine in der Mitte angehobene Holzdecke auf verzierten Stützen auf. Südlich des Altarraums befindet sich die ehemalige Patronatsloge mit einem reich gerahmten Portal, die jetzt die Winterkirche beherbergt. Der Altarraum ist von den seitlichen Nebenräumen durch Rundbogenarkaturen getrennt.
Zur Ausstattung gehören eine Kanzel aus dem Jahr 1892 mit geschnitzten Vierpässen und Maßwerk am Korb und drei Patronatsstühle aus dem 17. Jahrhundert. An der Südwand steht ein barocker Altaraufsatz, der 1710 im Auftrag von Hans Jürgen von Köppern und seiner Frau, geb. von Lewetzow, angefertigt und 1725 bemalt wurde. Er weist ein Abendmahlsbild, zwei geschnitzte Apostelfiguren, eine Stiftungsinschrift und die Wappen von Köppern und von Lewetzow auf.
Die bauzeitliche Glasmalerei im Ostfenster zeigt den einladenden Christus; sie wurde 1992 durch Reinhard Kühl aus Potthagen wiederhergestellt.
Die einzige Glocke der Kirche stammt aus Demmin und wurde im 15. Jahrhundert gefertigt.
Die evangelische Kirchgemeinde gehört seit 2012 zur Propstei Pasewalk im Pommerschen Evangelischen Kirchenkreis der Evangelisch-Lutherischen Kirche in Norddeutschland. Vorher gehörte sie zum Kirchenkreis Greifswald der Pommerschen Evangelischen Kirche.